# Heinz Wilhelm Schwarz
Heinz Wilhelm Schwarz (* 6. Oktober 1927 in Oberhausen; † 19. Oktober 2004) war ein deutscher Regisseur. Er heiratete 1966 die österreichische Schauspielerin und Radiomoderatorin Louise Martini.

## Leben
Heinz Wilhelm Schwarz wurde ab 1960 als Regisseur für Film und Fernsehen tätig. So war er auch Regisseur bei Episoden der Serien Graf Yoster gibt sich die Ehre und Ein Fall für Männdli. Ab 1967 war er regelmäßig Hörspiel-Regisseur für den WDR. Bis 1992 hatte er die Regie bei 200 Hörspielen.

## Filmografie (Auswahl)
- 1961: 100000 Dollar Belohnung
- 1961: Weihnachten auf dem Marktplatz
- 1962: Patsy
- 1962: Daphne Laureola
- 1967–1968: Graf Yoster gibt sich die Ehre (Fernsehserie, 6 Folgen)
- 1973: Vabanque
- 1973–1975: Ein Fall für Männdli (Fernsehserie, 7 Folgen)
- 1974: Mandragola
- 1980: Schönes Weekend, Mr. Bennett
- 1981: Colombe

## Hörspiele (Auswahl)
- 1966: Der Barbier des Midas
- 1967: Galgenfrist
- 1967: Das Haus an der Kurve
- 1968: Dunkles Ereignis
- 1968: Der schwarze Man
- 1969: Kleine Enquête
- 1970: Hören zwei Stimmen
- 1971: Jedem seine Chance
- 1972: Schlüssel-Szene
- 1972: Strafsache gegen Göppler
- 1973: Der weiße Kittel
- 1974: Das lachende Mädchen
- 1974: Wie Kaiser Wilhelm mit Kara Ben Nemsi auszog, das Fürchten zu lernen
- 1975: Das Wunder von Jabneel
- 1975: Der Vierte zum Doppel
- 1975: Der Spitzel
- 1977: Reise nach England
- 1979: Das Stipendium
- 1980: Schönes Weekend
- 1984: Carmilla
- 1989: Der Gimpel
- 1991: Der Bürgermeister kommt